# Jacek Ambroziak
Jacek Włodzimierz Ambroziak (ur. 31 lipca 1941 w Warszawie) – polski prawnik, polityk, poseł na Sejm X kadencji, minister-szef Urzędu Rady Ministrów w rządzie Tadeusza Mazowieckiego.

## Życiorys
W 1965 ukończył studia prawnicze na Uniwersytecie Warszawskim. Do 1979 orzekał jako sędzia Sądu Rejonowego dla m.st. Warszawy. Później był radcą prawnym Spółdzielni Pracy Zegarmistrzów, Złotników i Grawerów i sekretariatu Konferencji Episkopatu Polski. Pracował również w Urzędzie Dzielnicowym Warszawa-Mokotów.
Od 1980 działał w „Solidarności”. Brał udział w obradach Okrągłego Stołu. Wchodził w skład redakcji „Tygodnika Solidarność”, w 1989 był zastępcą redaktora naczelnego tego czasopisma. W latach 1982–1989 pracował w „Przeglądzie Powszechnym”.
W latach 1989–1991 sprawował mandat posła na Sejm kontraktowy, wybranego z ramienia Komitetu Obywatelskiego w okręgu wolskim. Od 12 września 1989 do 12 stycznia 1991 zajmował urząd ministra-szefa Urzędu Rady Ministrów w rządzie Tadeusza Mazowieckiego. W latach 90. był prawnikiem prezydenta Warszawy Marcina Święcickiego. W rządzie Jerzego Buzka pełnił funkcję podsekretarza stanu w Ministerstwie Skarbu Państwa.
Należał do Unii Demokratycznej i Stronnictwo Konserwatywna-Ludowego. W 2005 poparł powstanie Partii Demokratycznej – demokraci.pl. Objął funkcję doradcy Polskiej Konfederacji Pracodawców Prywatnych Lewiatan.
Był członkiem komitetu poparcia Bronisława Komorowskiego przed wyborami prezydenckimi w 2010 i w 2015.

## Odznaczenia
- Krzyż Komandorski Orderu Odrodzenia Polski (2011)[4]
- Odznaka Honorowa za Zasługi dla Samorządu Terytorialnego (2015)[5]